# Tel Artal
Tel Artal (hebrejsky: תל ערטל) je pahorek o nadmořské výšce cca - 250 metrů v severním Izraeli, v Bejtše'anském údolí.
Leží v zemědělsky intenzivně využívané krajině cca 7 kilometrů jihovýchodně od města Bejt Še'an, na severním okraji vesnice Kfar Ruppin. Má podobu nevýrazného odlesněného návrší, které na severní straně míjí vádí Nachal Avuka, jež zde ústí do řeky Jordán. Po východní straně pahorku vede pohraniční silnice. Na sever od vádí Nachal Avuka stojí pahorek Tel Karpas. Na západ odtud se nalézá pahorek Tel Kataf.